# Каддафисты
Каддафи́сты (также известные как «Зелёное сопротивление» или  уничижительно «Тахлуб») — сторонники свергнутого в 2011 году лидера Ливийской джамахирии Муаммара Каддафи. Основными опорами движения являются города Бени-Валид, Себха, Триполи, Гат, Эль-Аджейлат, Брак и Сирт. Каддафистские силы являются одними из основных участников ливийского конфликта. Несмотря на гибель Каддафи, его наследие и идеология джамахирии по-прежнему пользуются популярностью как внутри Ливии, так и за её пределами, и по сей день. Несмотря на это, мнение Запада в основном сводится к тому, что поддержка этого движения со стороны ливийцев может отчасти способствовать продолжающемуся насилию в Ливии.
Симпатии к Каддафи и его свергнутому правительству довольно негативно воспринимаются нынешними ливийскими властями — как законным правительством, так и другими внутренними силами, — и даже обвинения в этом могут спровоцировать резкую реакцию. В мае 2012 года послевоенное правительство приняло закон, предусматривающий суровые наказания для любого, кто благоприятно отзывается о Каддафи, его семье, их режиме или идеях, а также за всё, что порочит новое правительство и его институты или иным образом подрывает общественную мораль. Ливийцы, выступающие против Каддафи, насмешливо называют их Тахлуб («водоросли»), после войны подозреваемые лоялисты подверглись жестоким преследованиям. Около 7000 бывших солдат-лоялистов, а также гражданских лиц, обвиняемых в поддержке Каддафи, содержатся в правительственных тюрьмах. Международная амнистия сообщала о широкомасштабных пытках и других видах жестокого обращения, а также казнях тех, кого считали врагами нового правительства.
Сообщения и слухи об организованной деятельности в поддержку Каддафи не утихают с момента окончания войны. 15 февраля 2012 года (в первую годовщину протестов, которые привели к гражданской войне) бывшими чиновниками правительства Каддафи в изгнании было организовано Ливийское народное национальное движение. Партия, которой было запрещено участвовать в ливийских выборах, возможно, также поддерживала связи с вооружёнными группировками, поддерживающими Каддафи в Ливии. Заявления партии иногда появляются на веб-сайтах, связанных с «зелёным сопротивлением», по названию цвета флага Джамахирии (различные боевые группировки поддерживающие идеи Каддафи).

## Состав

### Армия Джамахирии
На первом этапе военного конфликта в Ливии, когда Каддафи всё ещё оставался у власти, ударный кулак сил его сторонников составляли вооружённые силы Ливийской Арабской Джамахирии.
Перед гражданской войной армия Джамахирии имела более 2000 танков, 3600 бронемашин, более 3000 артиллерийских орудий и систем залпового огня, включая САУ и РСЗО, несколько сотен боевых самолётов, более 100 вертолётов и другое вооружение. Общая численность армии составляла 76 000 человек. Однако с началом конфликта часть военных перешла на сторону повстанцев. Также в руки к мятежникам попало немало оружия и техники, которая ранее принадлежала правительственной армии.
Элитными подразделениями армии Джамахирии считались 32-я бригада и революционная гвардия, которые сохраняли верность Каддафи на протяжении всей войны.
Также в расположении правительства Каддафи имелась «народная милиция», или просто ополчение, численностью в 40 000 человек, включая членов революционных комитетов и Исламский легион. Последний состоял из граждан Судана, Египта, Туниса, Мали и Чада.

### Политические движения
15 февраля 2012 года сторонниками свергнутого Каддафи было основано политическое движение Ливийское народное национальное движение. Генеральный секретарь-генерал Хуэлиди аль-Хамиди, бывший член Совета революционного командования и тесть Саади Каддафи. Организация попыталась принять участие в парламентских выборах 2012 года, но не была допущена.
Другим известным политическим движением стал Народный фронт освобождения Ливии, сформированный 26 декабря 2016 года. Лидером организации стал Саиф, младший сын Каддафи. В марте 2018 года он заявил о своём намерении баллотироваться на всеобщих выборах 2018 года в Ливии от Народного фронта освобождения, но выборы были перенесены на 2019 год.

### Племена Ливии
Среди племён Ливии движение поддержали арабские племена каддафа и варфалла.

## Боевые действия

### Первая гражданская война
В 2011 году против власти Каддафи поднялось большое восстание вылившееся в крупную гражданскую войну. Восстание могло быть быстро подавлено правительственными войсками, однако в дело вмешались НАТО, Катар и ОАЭ, что в итоге и решило исход войны. После убийства Каддафи и захвата власти в стране революционерами, позиции «зелёного сопротивления» ослабли. Однако каддафисты не прекратили борьбу. В 2012 году силами бригады 93 и племени Варфалла они осуществили вооружённое выступление в Бени-Валиде.
После свержения Каддафи несколько государств, таких как Венесуэла, отказались признать Переходный национальный совет Ливии в качестве законного правительства, решив продолжать признавать прежнее правительство Каддафи. В Ливии сторонники Каддафи либо бежали в другие страны, либо скрылись, чтобы избежать судебного преследования. Незадолго до своего пленения, 22 октября, сын Каддафи Саиф аль-Ислам выступил по сирийскому телевидению, выступающему за Каддафи, в попытке сплотить оставшихся сторонников, заявив: «Я в Ливии, я жив и свободен и готов сражаться до конца и отомстить».

## Идеология
Система взглядов базируется на теории Муаммара Каддафи, которая противопоставлялась им коммунизму Карла Маркса и капитализму Адама Смита. Муаммар Каддафи выдвинул системную идею общественного строя, которая нашла частичное воплощение в Ливии. Третья всемирная теория – это левая политическая идея, в которой присутствуют элементы арабского национализма, нассеризма, антиимпериализма, социализма, панарабизма, и принципы прямой демократии. В данной теории подробно раскритикована современная демократия, по мнению Каддафи: «демократия перестала быть поистине народной».
Рассматривая сущность демократии, Каддафи попытался привести подтверждения критики демократического строя. Теория отрицает традиционные органы власти – парламенты, партии, референдумы – и противопоставляет им концепцию «прямой народной демократии», основанной на народных конгрессах и народных комитетах. В соответствии с данной идеей, Всеобщий народный конгресс Ливии, принимавший государственные законы, не имел права законодательной инициативы и рассматривал только те проекты законов, что были предложены нижестоящими народными конгрессами, объединявшими всё взрослое население страны. Закон государства не мог зависеть от политической конъюнктуры, а должен был основываться на старых обычаях и исламе. Третья мировая теория декларирует необходимость отмены наёмного труда и право работника на произведенный им продукт.
Де-факто, в Ливии был установлена единоличная диктатура Каддафи, при этом провозгласив себя «лидером революции», исповедующая идеи арабского национализма и исламского социализма. Всеобщий народный конгресс Ливии частично избирался на местном и региональном уровнях, а частично назначался самим Каддафи. Из числа членов ВНК Каддафи назначал и министров.
В итоге сам Каддафи признал, что «участие народа в управлении страной было неполным». С наступлением глобализации и научно-технической революции Каддафи решил вообще изменить свою теорию, введя в неё тезис об эпохе больших пространств, в которой национальное государство становится нежизнеспособным. На состоявшейся 18 ноября 1992 года в городе Сирт сессии ВНК было принято решение о создании в Ливии новой политической структуры. Она предполагала переход страны на высшую ступень народовластия — образцовой Джамахирии. Речь шла о создании вместо первичных народных собраний полутора тысяч коммун, представляющих собой самоуправляемые мини-государства в государстве.
По итогу в 2003 году настроения Каддафи снова сменились и Ливия начала проводить масштабную приватизацию, а также, кампании по привлечению иностранного капитала и перехода государства на капиталистические рельсы. Всё это Каддафи оправдывал в рамках той самой Третьей всемирной теории.

## Репрессии
После свержения режима Каддафи его сторонники столкнулись с преследованиями со стороны бывшей оппозиции.
В августе 2011 года в Мисурате повстанцы убили около 1000 пленных каддафистов.
На 2014 год, согласно Amnesty International, около 7000 бывших бойцов армии Каддафи, а также гражданских лиц, обвиняемых в поддержке свергнутого диктатора, содержались в государственных тюрьмах. Организация сообщала, что в отношении врагов нового правительство повсеместно фиксировались пытки и другие виды жестокого обращения, включая казни.